# بریاسین
| سامانه  | ردیف    | اشکوب      | سن (میلیون سال) |
| ------- | ------- | ---------- | --------------- |
| پالئوژن | پالئوسن | دانین      | → پس از آن      |
| کرتاسه  | پسین    | ماستریختین | ۶۶–۷۲,۱         |
| کرتاسه  | پسین    | کامپانین   | ۷۲,۱–۸۳,۶       |
| کرتاسه  | پسین    | سانتونین   | ۸۳,۶–۸۶,۳       |
| کرتاسه  | پسین    | کنیاسین    | ۸۶,۳–۸۹,۸       |
| کرتاسه  | پسین    | تورونین    | ۸۹,۸–۹۳,۹       |
| کرتاسه  | پسین    | سنومانین   | ۹۳,۹–۱۰۰,۵      |
| کرتاسه  | پیشین   | آلبین      | ۱۰۰,۵–~۱۱۳      |
| کرتاسه  | پیشین   | آپتین      | ~۱۱۳–~۱۲۵       |
| کرتاسه  | پیشین   | بارمین     | ~۱۲۵–~۱۲۹,۴     |
| کرتاسه  | پیشین   | هاتریوین   | ~۱۲۹,۴–~۱۳۲,۹   |
| کرتاسه  | پیشین   | والانجینین | ~۱۳۲,۹–~۱۳۹,۸   |
| کرتاسه  | پیشین   | بریاسین    | ~۱۳۹,۸–~۱۴۵     |
| ژوراسیک | پسین    | تیتونین    | → پیش از آن     |

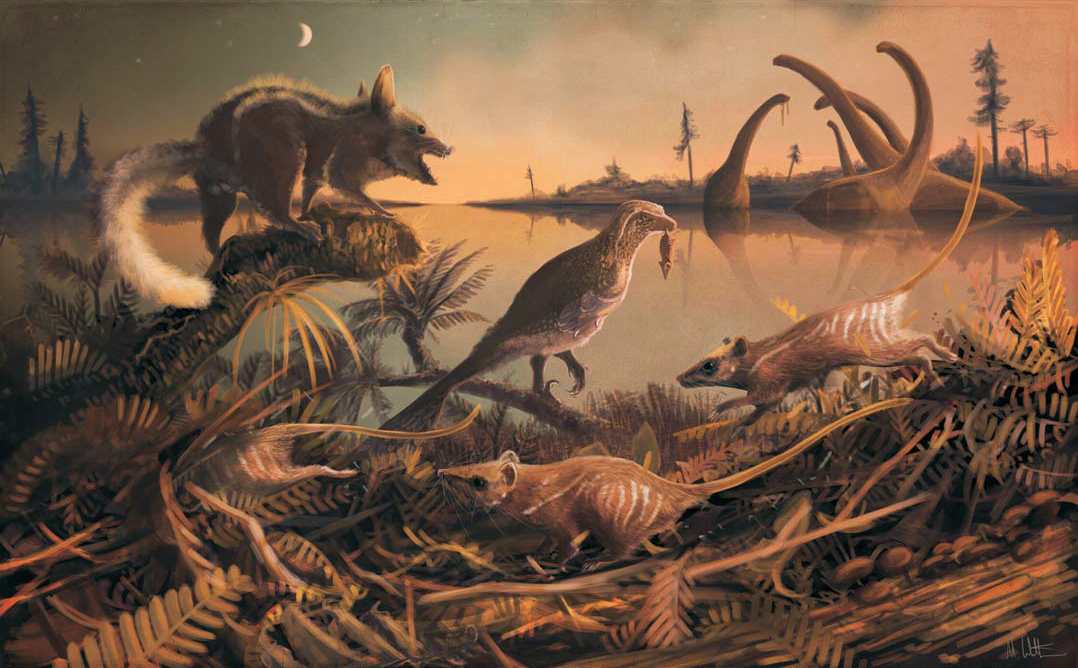
ژوراسیک

بریاسین (انگلیسی: Berriasian) در مقیاس زمانی زمین‌شناسی، اشکوب زیرین یا نخستین عصر از دوره کرتاسه به‌شمار می‌رود. بریاسین در ستون چینه‌شناسی پس از اشکوب تیتونین (در دوره ژوراسیک) و پیش از والانجین جای می‌گیرد. عصر بریاسین از حدود ۴ ± ۱۴۵ میلیون سال پیش آغاز شده و تا حدود ۳ ± ۱۳۹٫۸ میلیون سال پیش ادامه یافت.

## نام‌گذاری
نام اشکوب بریاسین از روستای بریاس در آردش فرانسه گرفته شده است. اسن نام در سال ۱۸۶۹ توسط هنری ککواند به ادبیات علمی دنیا معرفی شد.